# Quasigeostrophische Theorie
Die Quasigeostrophische Theorie stellt eine Möglichkeit dar, die Vergenzen (Konvergenz, Divergenz) der großräumigen Windströmung zu erklären. Sie geht davon aus, dass die Erdatmosphäre zu jedem Zeitpunkt dazu bestrebt ist, ein Gleichgewicht zwischen Massen-, Druck- und Windfeld aufrechtzuerhalten. Daraus folgt die Annahme eines hydrostatischen Gleichgewichts und die der Balance zwischen Wirbelstärke- und Druckfeld. Der Wirbelstärke kommt daher eine große Bedeutung zu. Das Gleichungssystem wurde von Jule Gregory Charney entwickelt.
Um das Quasigeostrophische Gleichungssystem zu erhalten, werden die ursprünglichen meteorologischen Gleichungen im p-System quasigeostrophisch approximiert. Das bedeutet, dass der Advektionswind und die Wirbelstärke geostrophisch genähert werden, die Divergenz wird stattdessen durch den Ersten Hauptsatz ersetzt.